# Wereldkampioenschappen roeien 2013
De wereldkampioenschappen roeien 2013 werden van 25 augustus tot en met 1 september 2013 gehouden op het Tangeum Lake, in Chungju, een plaats in Zuid-Korea.
Het was dit jaar geen olympisch jaar, en dus werden alle wedstrijden geroeid. Als het een olympisch jaar is, worden altijd alleen de niet-olympische wedstrijden geroeid. Deze wereldkampioenschappen werden georganiseerd door de FISA.

## Medaillewinnaars

### Mannen
| Bootklasse               | Goud | Goud    | Zilver | Zilver  | Brons | Brons   |
| Skiff M1x                | Tsjechië Ondřej Synek | 6:45.24 | Cuba Ángel Fournier | 6:48.91 | Duitsland Marcel Hacker | 6:49.39 |
| Dubbel twee M2x          | Noorwegen Nils Jakob Hoff Kjetil Borch | 6:09.51 | Litouwen Rolandas Maščinskas Saulius Ritter | 6:10.87 | Italië Francesco Fossi Romano Battisti | 6:12.54 |
| Dubbel vier M4x          | Kroatië David Šain Martin Sinković Damir Martin Valent Sinković                                                                                        | 5:53.57 | Duitsland Karl Schulze Paul Heinrich Lauritz Schoof Tim Grohmann                                                                                 | 5:54.39 | Verenigd Koninkrijk Graeme Thomas Sam Townsend Charles Cousins Peter Lambert                                                                       | 5:54.78 |
| Twee met M2+             | Italië Luca Parlato Vincenzo Abbagnale Enrico D'Aniello                                                                                                | 7:09.15 | Duitsland Paul Schröter Bastian Bechler Jonas Wiesen                                                                                             | 7:12.34 | Frankrijk Matthieu Moinaux Laurent Cadot Benjamin Manceau                                                                                          | 7:13.50 |
| Twee zonder M2-          | Nieuw-Zeeland Eric Murray Hamish Bond | 6:34.98 | Frankrijk Germain Chardin Dorian Mortelette | 6:41.74 | Nederland Rogier Blink Mitchel Steenman | 6:45.67 |
| Vier zonder M4-          | Nederland Boaz Meylink Kaj Hendriks Mechiel Versluis Robert Lücken                                                                                     | 6:13.95 | Australië Will Lockwood Alexander Lloyd Spencer Turrin Joshua Dunkley-Smith                                                                      | 6:14.58 | Verenigde Staten Grant James Seth Weil Henrik Rummel Michael Gennaro                                                                               | 6:15.46 |
| Acht M8+                 | Verenigd Koninkrijk Daniel Ritchie Tom Ransley Alex Gregory Pete Reed Mohamed Sbihi Andrew Triggs Hodge George Nash William Satch Phelan Hill          | 5:30.35 | Duitsland Hannes Ocik Maximilian Munski Eric Johannesen Maximilian Reinelt Anton Braun Felix Drahotta Richard Schmidt Kristof Wilke Martin Sauer | 5:30.89 | Verenigde Staten Ian Silveira Ross James Nareg Guregian Ambrose Puttmann Austin Hack Stephen Kasprzyk Thomas Dethlefs Thomas Peszek Zachary Vlahos | 5:33.92 |
| Lichtgewicht evenementen | |         | |         | |         |
| Lichte skiff LM1x        | Denemarken Henrik Stephansen | 7:11.13 | Frankrijk Jérémie Azou | 7:12.94 | Hongarije Peter Galambos | 7:14.38 |
| Lichte dubbel twee LM2x  | Noorwegen Kristoffer Brun Are Strandli | 6:36.04 | Zwitserland Simon Schürch Mario Gyr | 6:37.11 | Verenigd Koninkrijk Richard Chambers Peter Chambers                                                                                                | 6:38.04 |
| Lichte dubbel vier LM4x  | Griekenland Georgios Konsolas Spyridon Giannaros Panagiotis Magdanis Eleftherios Konsolas                                                              | 6:03.44 | Duitsland Moritz Moos Julius Peschel Jonas Schützeberg Jason Osborne                                                                             | 6:05.55 | Italië Paolo Ghidini Matteo Mulas Andrea Cereda Francesco Rigon                                                                                    | 6:07.19 |
| Lichte twee zonder LM2-  | Zwitserland Simon Niepmann Lucas Tramèr | 6:49.85 | Italië Elia Luini Martino Goretti | 6:51.48 | Verenigd Koninkrijk Sam Scrimgeour Mark Aldred | 6:52.08 |
| Lichte vier zonder LM4-  | Denemarken Kasper Winther Jørgensen Jacob Larsen Jacob Barsøe Morten Jørgensen                                                                         | 5:55.68 | Nieuw-Zeeland James Hunter James Lassche Peter Taylor Curtis Rapley                                                                              | 5:57.28 | Verenigd Koninkrijk Adam Freeman-Pask William Fletcher Jonathan Clegg Chris Bartley                                                                | 5:59.98 |
| Lichte acht LM8+         | Italië Simone Molteni Catello Amarante Petru Zaharia Leone Barbaro Stefano Oppo Vincenzo Serpico Francesco Schisano Paolo di Girolamo Enrico D'Aniello | 6:02.27 | Australië John Price John McDonnell Timothy Widdicombe Alister Foot Blair Tunevitsch Darryn Purcell Nicholas Silcox Simon Nola Timothy Webster   | 6:06.51 | Verenigde Staten David Morgenstern Bryan Pape Tobin McGee Brendan Mulvey Dorian Weber Joshua Getz Peter Gibson Sean Gibel Michael Hwang            | 6:10.20 |

### Vrouwen
| Bootklasse               | Goud | Goud    | Zilver | Zilver  | Brons | Brons   |
| Skiff W1x                | Australië Kim Crow | 7:31.34 | Nieuw-Zeeland Emma Twigg | 7:33.57 | Tsjechië Miroslava Knapková | 7:36.88 |
| Dubbel twee W2x          | Litouwen Donata Vištartaitė Milda Valčiukaitė | 6:51.82 | Nieuw-Zeeland Fiona Bourke Zoe Stevenson | 6:51.86 | Wit-Rusland Ekaterina Karsten Yuliya Bichyk                                                                                              | 6:55.90 |
| Dubbel vier W4x          | Duitsland Annekatrin Thiele Carina Bär Julia Richter Britta Oppelt                                                                                   | 6:41.86 | Canada Emily Cameron Katharine Goodfellow Carling Zeeman Antje von Seydlitz-Kurzbach                                                                | 6:45.02 | Polen Sylwia Lewandowska Joanna Leszczynska Magdalena Fularczyk Natalia Madaj                                                            | 6:46.27 |
| Twee zonder W2-          | Verenigd Koninkrijk Helen Glover Polly Swann | 7:22.82 | Roemenië Roxana Cogianu Nicoleta Albu | 7:25.75 | Nieuw-Zeeland Kayla Pratt Rebecca Scown                                                                                                  | 7.27.58 |
| Vier zonder W4-          | Verenigde Staten Emily Huelskamp Olivia Coffey Tessa Gobbo Felice Mueller                                                                            | 6:43.15 | Canada Sarah Black Christine Roper Natalie Mastracci Cristy Nurse                                                                                   | 6:47.62 | Australië Hannah Vermeersch Alexandra Hagan Charlotte Sutherland Lucy Stephan                                                            | 6:49.26 |
| Acht W8+                 | Verenigde Staten Amanda Polk Kerry Simmons Emily Regan Lauren Schmetterling Grace Luczak Meghan Musnicki Victoria Opitz Caroline Lind Katelin Snyder | 6:02.14 | Roemenië Cristina Ilie Ionelia Zaharia Cristina Grigoras Ioana Craciun Camelia Lupascu Andreea Boghian Roxana Cogianu Nicoleta Albu Daniela Druncea | 6:07.04 | Canada Lisa Roman Jennifer Martins Carolyn Ganes Susanne Grainger Sarah Black Christine Roper Natalie Mastracci Cristy Nurse Kristen Kit | 6:09.34 |
| Lichtgewicht evenementen | |         | |         | |         |
| Lichte skiff LW1x        | Oostenrijk Michaela Taupe-Traer | 7:50.62 | Griekenland Aikaterini Nikolaidou | 7:53.23 | Verenigd Koninkrijk Ruth Walczak | 7:54.12 |
| Lichte dubbel twee LW2x  | Italië Laura Milani Elisabetta Sancassani | 7:17.31 | Verenigde Staten Kristin Hedstrom Kathleen Bertko                                                                                                   | 7:20.73 | Duitsland Lena Müller Anja Noske | 7:22.24 |
| Lichte dubbel vier LW4x  | Nederland Mirte Kraaijkamp Maaike Head Rianne Sigmond Marie-Anne Frenken                                                                             | 6:49.80 | Verenigde Staten Rachel Stortvedt Hillary Saeger Helen Tompkins Nancy Miles                                                                         | 6:54.22 | Italië Greta Masserano Enrica Marasca Giulia Pollini Eleonora Trivella                                                                   | 6:57.06 |

### Para-roeien
| Bootklasse | Goud                                                                            | Goud    | Zilver                                                                                 | Zilver  | Brons                                                                                | Brons   |
| ASM1x      | Australië Erik Horrie                                                           | 4:35.98 | Oekraïne Igor Bondar                                                                   | 4:42.62 | Rusland Alexey Chuvashev                                                             | 4:44.15 |
| ASW1x      | Rusland Natalia Bolshakova                                                      | 5:13.95 | Noorwegen Birgit Skarstein                                                             | 5:18.79 | Brazilië Claudia Santos                                                              | 5:29.82 |
| TAMx2x     | Australië Gavin Bellis Kathryn Ross                                             | 3:58.00 | Frankrijk Perle Bouge Stephane Tardieu                                                 | 3:59.93 | Oekraïne Iryna Kyrychenko Dmytro Ivanov                                              | 4:03.34 |
| LTAMx2x    | Oekraïne Kateryna Morozova Dmytro Aleksieiev                                    | 3:27.98 | Duitsland Dmytro Molkenthin Marcus Klemp                                               | 3:34.48 | Verenigde Staten Paul Hurley Natalie McCarthy                                        | 4:08.59 |
| LTAMx4+    | Verenigd Koninkrijk Pam Relph Naomi Riches Oliver Hester James Fox Oliver James | 3:16.12 | Italië Paola Protopapa Lucilla Aglioti Tommaso Schettino Omar Airolo Giuseppe Di Capua | 3:21.70 | Zuid-Afrika Shannon Murray Lucy Perold Dieter Rosslee Gavin Kilpatrick Willie Morgan | 3:22.90 |

## Medaillespiegel
| Plaats | Land                | Goud | Zilver | Brons | Totaal |
| 1      | Italië              | 3    | 2      | 3     | 8      |
| 2      | Australië           | 3    | 2      | 1     | 6      |
| 3      | Verenigd Koninkrijk | 3    | 0      | 5     | 8      |
| 4      | Verenigde Staten    | 2    | 2      | 4     | 8      |
| 5      | Noorwegen           | 2    | 1      | 0     | 3      |
| 6      | Nederland           | 2    | 0      | 1     | 3      |
| 7      | Denemarken          | 2    | 0      | 0     | 2      |
| 8      | Duitsland           | 1    | 5      | 2     | 8      |
| 9      | Nieuw-Zeeland       | 1    | 3      | 1     | 5      |
| 10     | Oekraïne            | 1    | 1      | 1     | 3      |
| 11     | Griekenland         | 1    | 1      | 0     | 2      |
| 11     | Litouwen            | 1    | 1      | 0     | 2      |
| 11     | Zwitserland         | 1    | 1      | 0     | 2      |
| 14     | Tsjechië            | 1    | 0      | 1     | 2      |
| 14     | Rusland             | 1    | 0      | 1     | 2      |
| 16     | Oostenrijk          | 1    | 0      | 0     | 1      |
| 16     | Kroatië             | 1    | 0      | 0     | 1      |
| 18     | Frankrijk           | 0    | 3      | 1     | 4      |
| 19     | Canada              | 0    | 2      | 1     | 3      |
| 20     | Roemenië            | 0    | 2      | 0     | 2      |
| 21     | Cuba                | 0    | 1      | 0     | 1      |
| 22     | Wit-Rusland         | 0    | 0      | 1     | 1      |
| 22     | Brazilië            | 0    | 0      | 1     | 1      |
| 22     | Hongarije           | 0    | 0      | 1     | 1      |
| 22     | Polen               | 0    | 0      | 1     | 1      |
| 22     | Zuid-Afrika         | 0    | 0      | 1     | 1      |
| Totaal | Totaal              | 27   | 27     | 27    | 81     |